# アレクサンドル・ゲディケ
アレクサンドル・フョードロヴィチ・ゲディケ（ゲージケ、ギョージケなどとも、ロシア語: Алекса́ндр Фёдорович Гёдике/Ге́дике; Alexander Goedicke, 1877年3月4日 モスクワ - 1957年7月9日 モスクワ）は、ロシアのオルガニスト、ピアニスト、作曲家。

## 経歴
モスクワに何世代にもわたって続くドイツ系音楽家の家庭に生まれた。モスクワ音楽院に進学し、1891年よりピアノをガリ、パプスト、サフォーノフに師事する。作曲はセルゲイ・タネーエフとアレンスキーの指導を受けるが、1898年ごろから公式の作曲教育を受けるのを止め、独学に転じた。1909年にピアノ科教授に迎えられたのを機に母校モスクワ音楽院に勤務するが、その後は室内楽やオルガンの指導も行い、とりわけJ.S.バッハの優れた解釈で名を馳せるようになった。
作曲家としては、オペラや交響曲など多数の作品を残したが、中心はオルガン曲とピアノ曲であった。伝統的な指導をほとんど受けていなかったにもかかわらず、いくつかの力作は評価され、23歳のときコンクールに提出した作品はルビンシュタイン賞を受けている。
父方のいとこに作曲家のニコライ・メトネルがいる。

## 作品
- 交響曲 第1番 ヘ短調
- 交響曲 第2番 イ長調
- 交響曲 第3番

- ピアノと管弦楽のためのコンツェルトシュテュック ニ長調 作品11 （1900年）
- オルガンと室内オーケストラのための協奏曲 作品35 （1927年）
- オルガン協奏曲 （1929年）
- ホルン協奏曲 ヘ短調 作品40
- トランペット協奏曲 変ロ短調 作品41 （1930年）

- 大オーケストラのための劇的序曲 作品7 Overture dramatique
- トランペット、ハープと弦楽合奏のための前奏曲 作品24
- 管弦楽のための6つの即興曲「戦時中に」作品26

- 弦楽四重奏曲（複数）
- ピアノ五重奏曲
- ピアノ三重奏曲
- ヴァイオリン・ソナタ第1番
- トランペットのための演奏会用練習曲 ト短調 作品49 （1948年）

- オルガンのための前奏曲とフーガ 作品34
- オルガン小曲集 作品84
- オルガンのためのコラール前奏曲
- ピアノのための小品集 作品6
- ピアノのための10のミニアチュール 作品8 （1931年）

- カンタータ《ソ連航空隊に栄光あれ》
- 歌曲